# Palazzo di Giustizia (Barcellona)
Il Palazzo di Giustizia di Barcellona è un edificio costruito tra il 1887 e il 1908 sul Passeig de Lluís Companys di Barcellona, con l'obiettivo di concentrare in un unico edificio i tribunali e il Tribunale provinciale.

## Descrizione

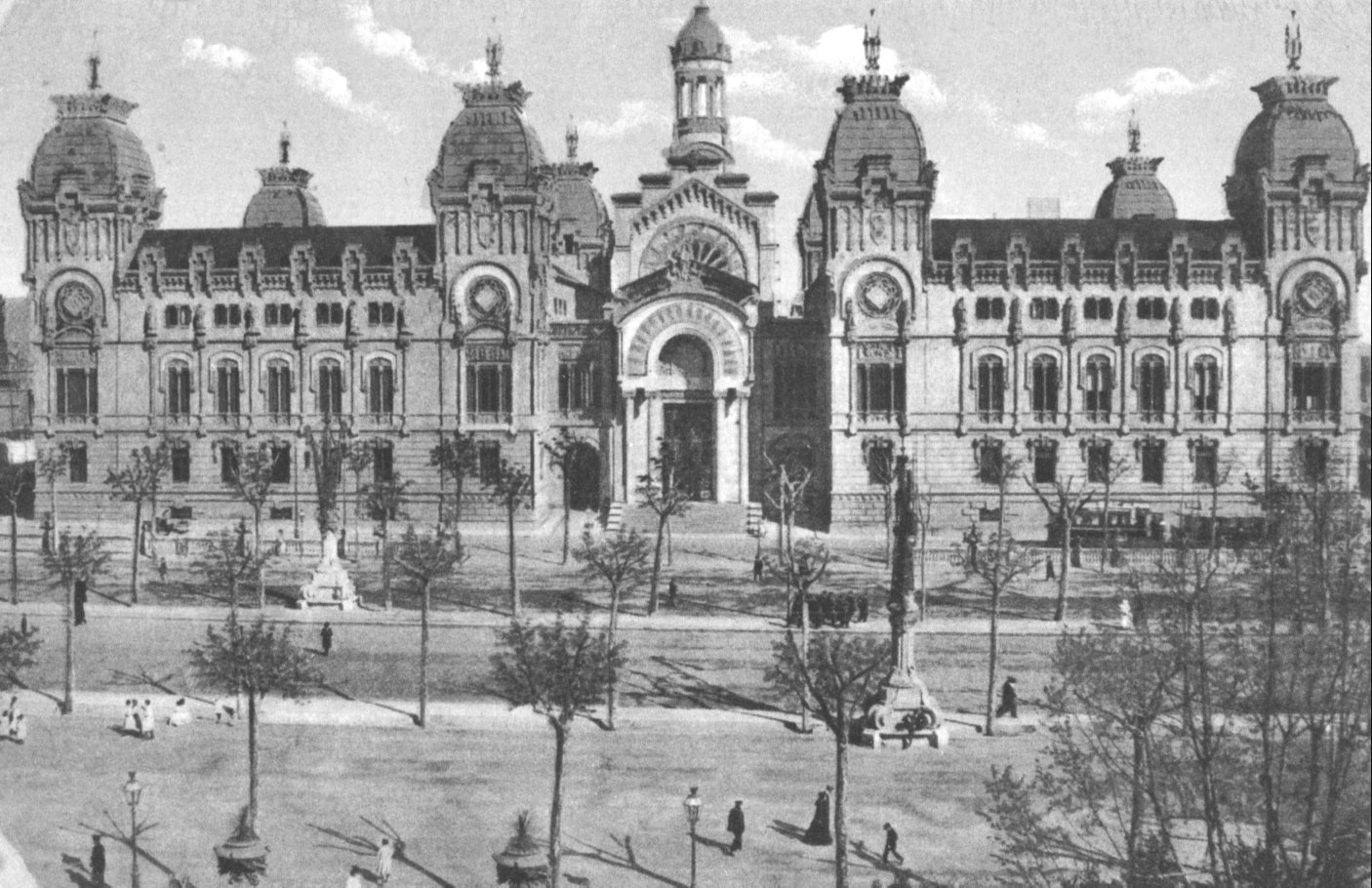
Il palazzo nel 1911

La costruzione del palazzo avvenne per decisione della Deputazione di Barcellona su un terreno che era stato destinato all'Esposizione universale del 1888.
Il progetto venne affidato agli architetti Josep Domènech i Estapà ed Enric Sagnier e la prima pietra venne posta l'11 aprile 1887. I lavori durarono oltre vent'anni tanto che, all'inaugurazione dell'11 giugno 1908, non era ancora del tutto ultimato.
L'inaugurazione dell'edificio avvenne alla presenza dell'infanta María Teresa e del marito, il Duca di Cadice Fernando di Baviera, del Ministro di Grazia e Giustizia Juan Armada, del Presidente della Deputazione di Barcellona Enric Prat de la Riba e del sindaco di Barcellona Albert Bastardas.
È l'opera più importante del primo periodo di Sagnier, che qui sviluppò uno stile eclettico con una certa tendenza classicheggiante e con le torri che conferiscono all'insieme un'aria di vera fortezza. 
Le quattro facciate del palazzo erano decorate con varie sculture e rilievi, oltre a fregi, stemmi e altri elementi ornamentali e le torri sono decorate con gli stemmi delle quattro province catalane: Barcellona, Gerona, Lleida e Tarragona.